# Поэмы Оссиана
«Поэмы Оссиана» — сборник поэм, впервые опубликованных в 1760 году и выданных их автором, Джеймсом Макферсоном, за древний кельтский эпос. Авторство Макферсон приписал легендарному кельтскому барду Оссиану, жившему, по преданию, в III веке. Позже выяснилось их происхождение. Тем не менее «Поэмы Оссиана» имели огромное значение для всей европейской литературы.

## Публикация
Осенью 1759 года в курортном городке Моффат на юге Шотландии начинающий поэт Джеймс Макферсон (тогда гувернёр при 11-летнем Томасе Грэме) познакомился с драматургом Джоном Хоумом. Однажды зашёл разговор о старинной поэзии шотландских горцев, и Макферсон сообщил Хоуму, «что в его распоряжении имеется несколько образцов древней поэзии». Хоум, не владевший гэльским языком, уговорил Макферсона перевести несколько поэм, чтобы составить представление о духе и особенностях гэльской поэзии. Эти переводы произвели на Хоума сильное впечатление, и он поспешил познакомить с ними своих друзей в Эдинбурге — философов Дэвида Юма и Генри Хоума, лорда Кеймса, историка Вильяма Робертсона, политэконома Адама Смита, составлявших т. н. «избранный кружок» Хью Блэра. Последний, по его словам, потрясённый высоким поэтическим духом, которым были проникнуты переводы, пригласил к себе Макферсона и не без труда убедил заняться переводами всех имеющихся в его распоряжении гэльских поэм.
Итогом этой работы стало издание в июне 1760 года в Эдинбурге небольшой книги под названием «Отрывки старинных стихотворений, собранные в горной Шотландии и переведённые с гэльского или эрского языка», содержавшей 15 таких отрывков. Имя переводчика не было названо. Успех книги потребовал нового издания, дополненного ещё одним отрывком и осуществлённого в том же году. В предисловии, которое анонимно написал Блэр, высказывалось предположение, что публикуемые отрывки являются фрагментами большого эпического произведения о войнах Фингала и что многочисленные предания о нём можно найти в горной Шотландии.
Блэр уговорил Макферсона оставить место гувернёра и отправиться в горы на поиски уцелевшего гэльского эпоса. После сбора необходимых средств по подписке в конце августа 1760 года Макферсон отправился в шестинедельное путешествие по графствам Перт, Аргайл и Инвернесс и островам Скай, Саут-Уист, Норт-Уист и Бенбекьюла в составе Гебридского архипелага, после чего в октябре приехал в Рутвен. Затем он предпринял второе путешествие на побережье графства Аргайл и на остров Малл.
Вернувшись в начале января 1761 года в Эдинбург, Макферсон сообщил, что ему «посчастливилось заполучить довольно-таки полную поэму, настоящий эпос о Фингале. Древность её устанавливается без труда, и она не только превосходит все, что есть на этом языке, но, можно считать, не уступит и более совершенным произведениям в этом духе, имеющимся у иных народов». Блэр и его друзья организовали сбор средств на издание английского перевода этой поэмы, который и был опубликован в Лондоне в 1761—1762 годах под названием «Фингал, древняя эпическая поэма в шести книгах, вместе с несколькими другими поэмами Оссиана, сына Фингала. Переведены с гэльского языка Джеймсом Макферсоном». Этот том был, несмотря на высокую цену, скоро распродан и в том же году потребовалось переиздание. Год спустя появился новый сборник — «Темора», имевший, однако, меньший успех у публики.
Таким образом, к 1763 году Макферсон издал две большие поэмы Оссиана, «Фингал» и «Темора», и 21 малую поэму. В 1765 году он опубликовал «Творения Оссиана» в двух томах, почти точно повторявшие два сборника. При подготовке книги «Поэмы Оссиана» (1773), не меняя содержания поэм, Макферсон подверг их значительным стилистическим правкам. Тогда же поэмы были расположены в новой последовательности: том I — «Кат-лода», «Комала», «Карик-тура», «Картон», «Ойна-морул», «Кольнадона», «Ойтона», «Крома», «Кальтон и Кольмала», «Сражение с Каросом», «Катлин с Клуты», «Суль-мала с Лумона», «Война Инис-тоны», «Песни в Сельме», «Фингал», «Лаемой», «Дар-тула». «Смерть Кухулина», «Битва при Лоре»; том II — «Тенора», «Конлат и Кутона», «Бератон». Больше к поэмам Оссиана Макферсон не возвращался.
После публикации «Фингала» на Макферсона обрушились просьбы и требования предъявить подлинные древние рукописи, с которых делался перевод. Макферсон всячески затягивал дело, ссылаясь на свою занятость. Только в 1807 году, после его смерти, гэльские тексты 11 из поэм Оссиана были опубликованы. Однако язык, на котором они написаны, был признан современным Макферсону гэльским с характерными англицизмами, а сами «оригиналы» — обратными переводами английских «Поэм Оссиана» на гэльский язык. Никаких древних рукописей, хоть сколько-нибудь близких к поэмам Оссиана, до сих пор не найдено, а сами поэмы теперь считаются мистификацией.

## Значение
«Поэмы Оссиана» оказывали огромное влияние на европейскую литературу до середины XIX века. Читателей привлекали элегический колорит, любовь к необычайному и чудесному, получившие название «оссианизм». Под влиянием этого явления находились Вальтер Скотт, поэты Озерной школы, Байрон. Особенную популярность «Поэмы Оссиана» снискали в Германии. Клопшток, Гердер и поэты «Бури и натиска» стали их поклонниками, Гёте заставил своего Вертера сказать:

«Оссиан вытеснил из моего сердца Гомера. В какой мир вводит меня этот великан! Блуждать по равнине, когда кругом бушует буря и с клубами тумана, при тусклом свете луны, гонит души предков слушать с гор сквозь рев лесного потока приглушенные стоны духов из темных пещер и горестные сетования девушки над четырьмя замшелыми, поросшими травой камнями, под которыми покоится павший герой, её возлюбленный!».

До конца XVIII века в Германии были опубликованы четыре полных перевода «Поэм Оссиана» и 34 частичных; в XX веке именно в Германии вышли единственные текстологически комментированные издания «Отрывков» и «Поэм Оссиана».
Итальянский перевод поэм Оссиана, выполненный Чезаротти, сопровождал Наполеона Бонапарта во всех походах, что придало моде на Оссиана во Франции официозный характер: на оссианические сюжеты сочинялись драмы и оперы, а художники Жерар, Жироде, Энгр писали картины для наполеоновской резиденции Мальмезон.
Во второй половине XIX в. поэмы Оссиана были забыты:

«…среди тысячи англичан или шотландцев средней литературной культуры (если только они не горцы) вы не встретите ни одного, кто бы прочёл страницу Оссиана… Макферсоновского Оссиана не читают; отчасти им восхищаются те очень немногие, кто все же прочёл его, а называют его „чушью“ сотни… и в их числе, я полагаю, большинство тех, кого считают современными глашатаями культурного мнения».

Среди поэтов Серебряного века в своем творчестве вспоминали Оссиана Николай Гумилёв и Осип Мандельштам. Для них образ Оссиана стал собирательным образом героев северных саг.
М. М. Ипполитов-Иванов написал три музыкальные картины для оркестра под названием «Из песен Оссиана» (op. 56).